# Matelea acevedoi
Matelea acevedoi är en oleanderväxtart som beskrevs av Morillo. Matelea acevedoi ingår i släktet Matelea och familjen oleanderväxter. Inga underarter finns listade i Catalogue of Life.